# Аполлонова балка

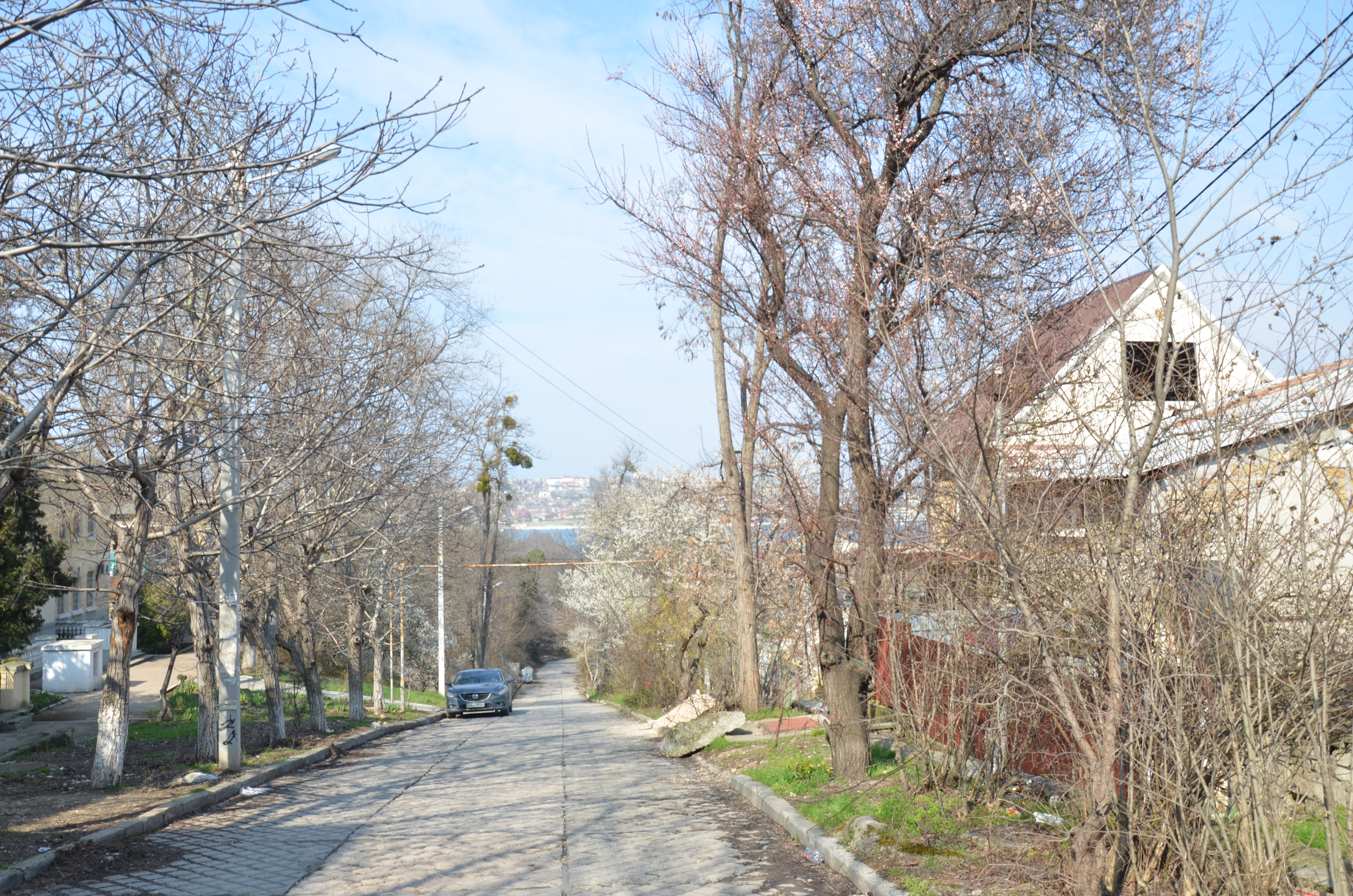
Балка зверху, вул.Рози Люксембург

44°36′51″ пн. ш. 33°32′33″ сх. д. / 44.61428° пн. ш. 33.54261° сх. д.
Аполлонова балка — балка на Корабельній стороні Севастополя в Нахімовському районі, на схід від Павловського мису поруч з Військово-морським шпиталем ЧФ РФ (1472 ВМКГ).
Балкою проходять декілька вулиць. Найбільшою є вулиця Рози Люксембург. Мощена бруківкою її частина  примітна своєю крутизною: тротуар вздовж неї довелося замінити сходами. Вся балка — це безладне скупчення маленьких, побілених будиночків. 
Вулиця Чесменська перетинає всю забудову по дну балки, досить вузька (лише місцями ширина її досягає 3-х метрів) і зовсім недоступна для транспорту. Виною тут не тільки крутизна схилу, але і те, що по вулиці проходить мощена бруківкою канава для стоку зливових вод. Вліво і вправо відходять безіменні провулки, де важко розійтися двом зустрічним пішоходам.
Балка виходить до Аполлонової бухти. На берегу бухти споруджений причал, на якому зупиняється міський катер до бухти Голландія та Інкерману, або в зворотному напрямку до Графської пристані.

## З історії

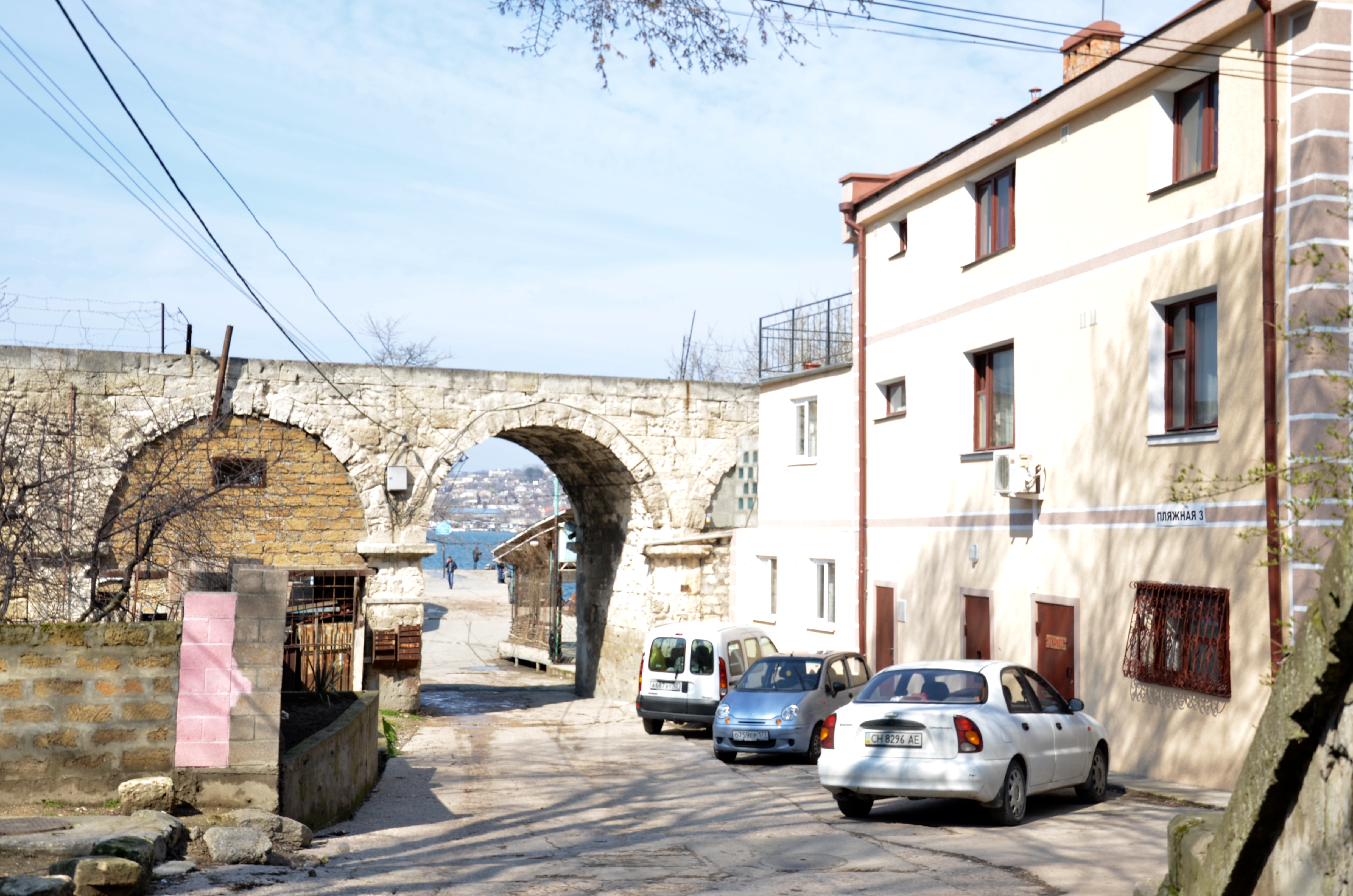
Акведук 19 сторіччя

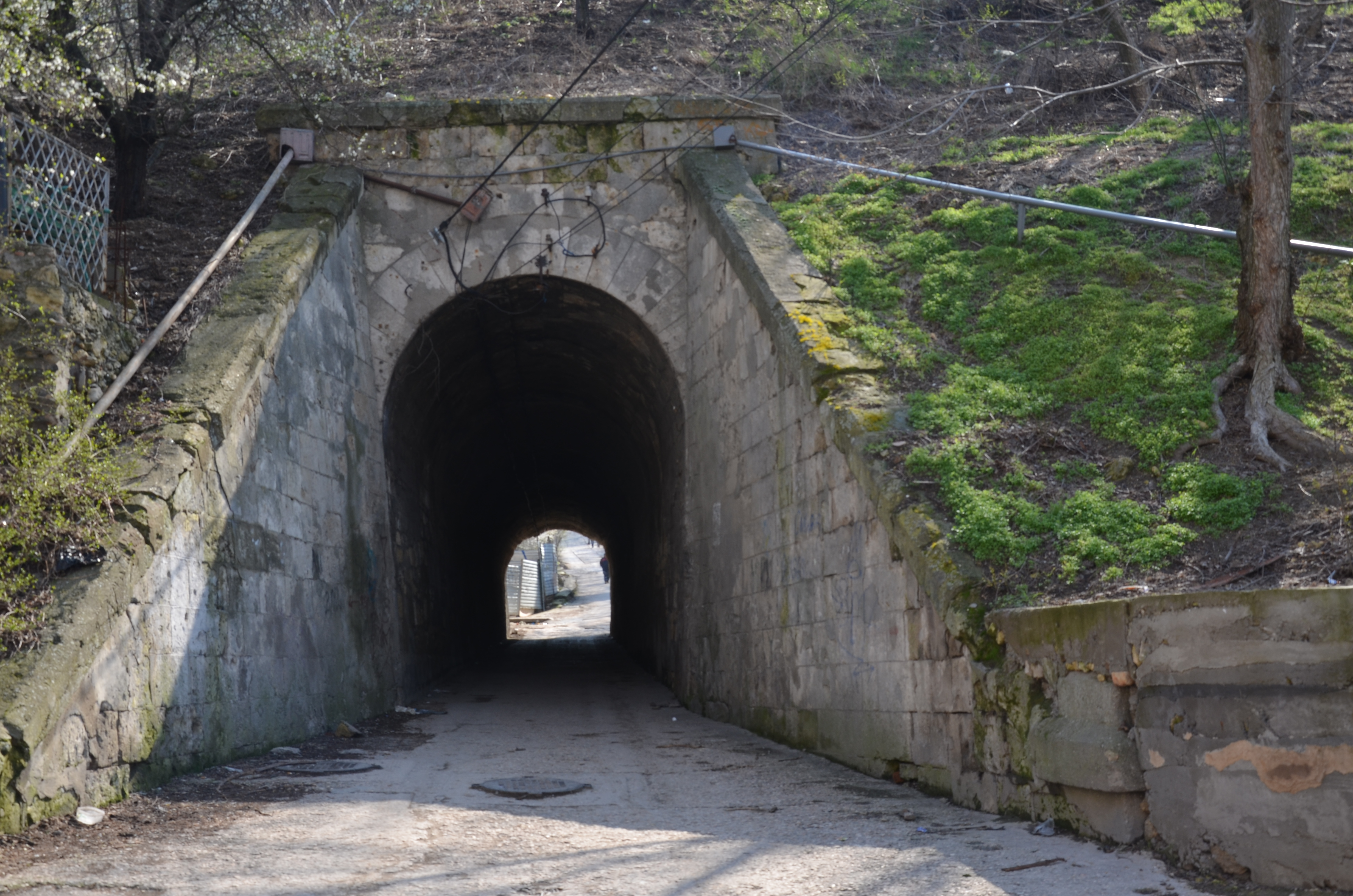
Тунель під залізницею в Аполлоновій балці

У кінці 1880-х — на початку 1890-х років в цій балці були побудовані харчовий магазин (продовольчий склад) сухопутного відомства, невелика батарея № 5, склад боєприпасів і вартівничий будинок. Це господарство сухопутного відомства було у підпорядкуванні полковника Аполлона Гальберга. Нижчим чинам і жителям Корабельної слобідки набагато простіше було запам'ятати не прізвище, а ім'я цього офіцера. Звідси і пішла назва балки.
Головною історичною пам’яткою балки є залишки лазаревського водопроводу 19 сторіччя. Водопровід будувався за проектом інженера Джона Уптона, будівництво велося з 40-х років та завершилося у 1853. Вода поступала з Чорної річки, водозабір був біля с.Чоргунь (сьогодні Чорноріченське). Його довжина складала 18 км. Головним завданням було забезпечити прісною водою сухі доки Лазаревського адміралтейства. Дерев’яні корпуси кораблів швидко з’їдали корабельні черві, боротися з якими можна було тільки прісною водою. Акведук постраждав під час Кримської війни, інша його частина була розібрана під час будівництва залізниці у 70-х роках 19 ст. Зараз від нього залишилися тільки фрагменти, один з яких зберігся в Аполлоновій балці. Збереглося 10 прольотів, але 8 з них заложені та використовуються як господарські споруди для прилеглих будинків.
У 1870-х крізь балку прокладена залізниця, що споруджена на насипу. Під залізницею створений вузький тунель.
На думку деяких дослідників, російський письменник Олександр Грін використовував у своїх оповіданнях описову сторону будиночків в Аполлоновій балці, світ її вуличок, облік мешканців.
У скромному будиночку на одній із вулиць балки в 1894 році народився дослідник Арктики І. Д. Папанін. Тут він жив до 1915 року, навчався в школі на Корабельній стороні.
У сквері на Корабельній стороні встановлено пам'ятник І. Д. Папаніну. Його бюст, увінчаний лавровим вінком, виліпив радянський скульптор Є. В. Вучетич. Архітектурна частина проекту виконана севастопольцем В. М. Артюховим.

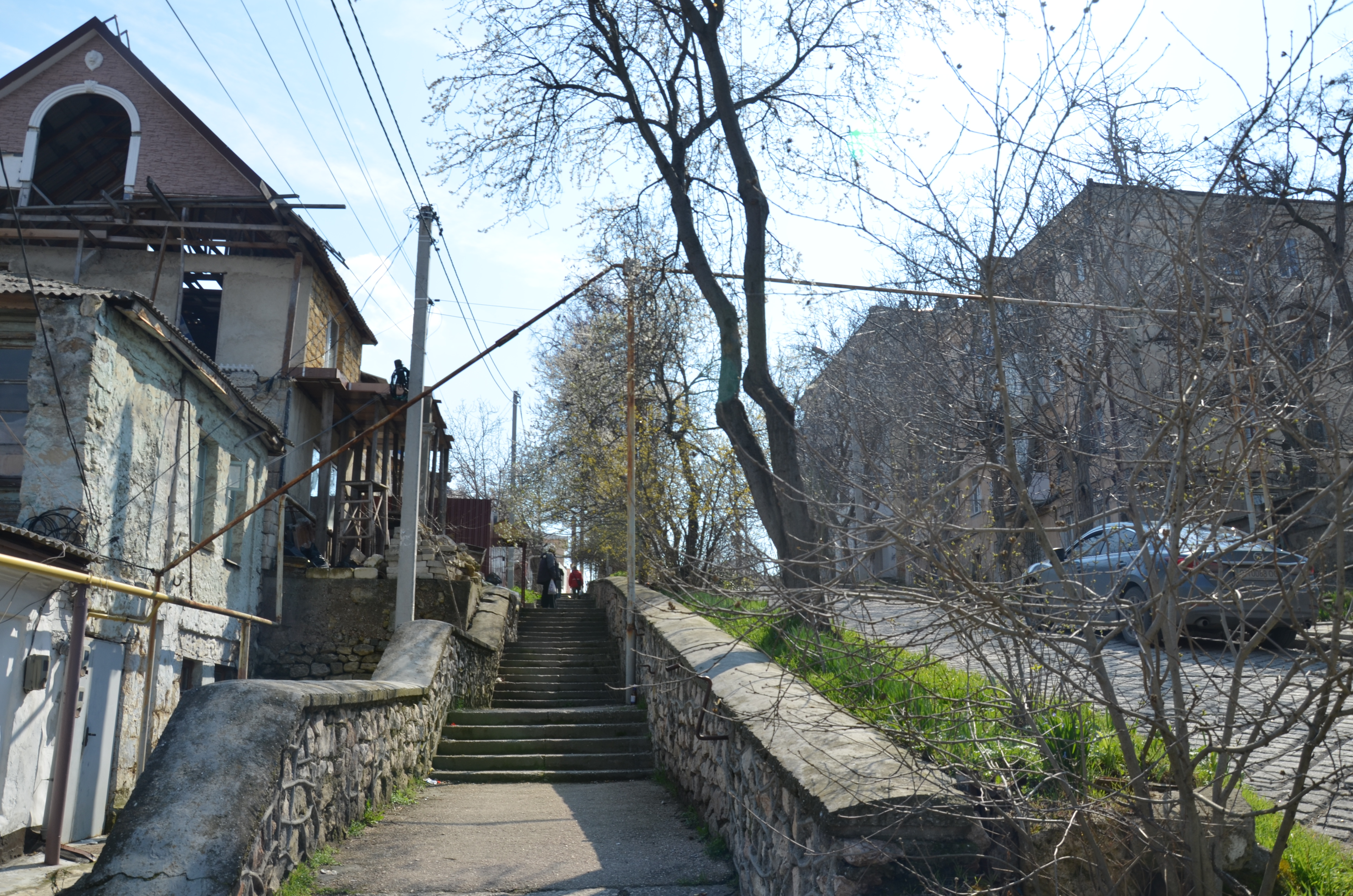
Сходи
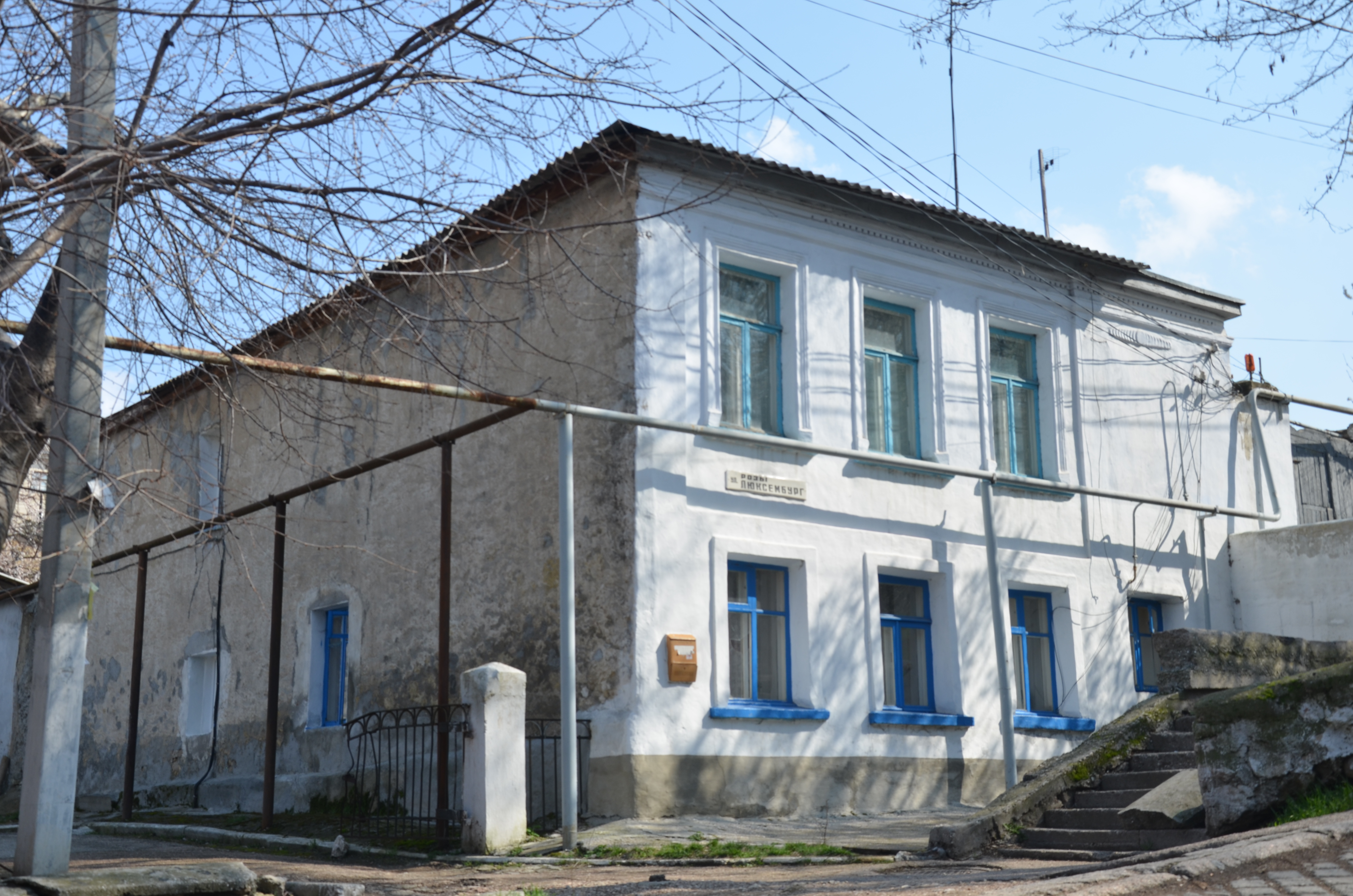
Старий біленький будиночок. Такі будинки описані в творах Олександра Гріна
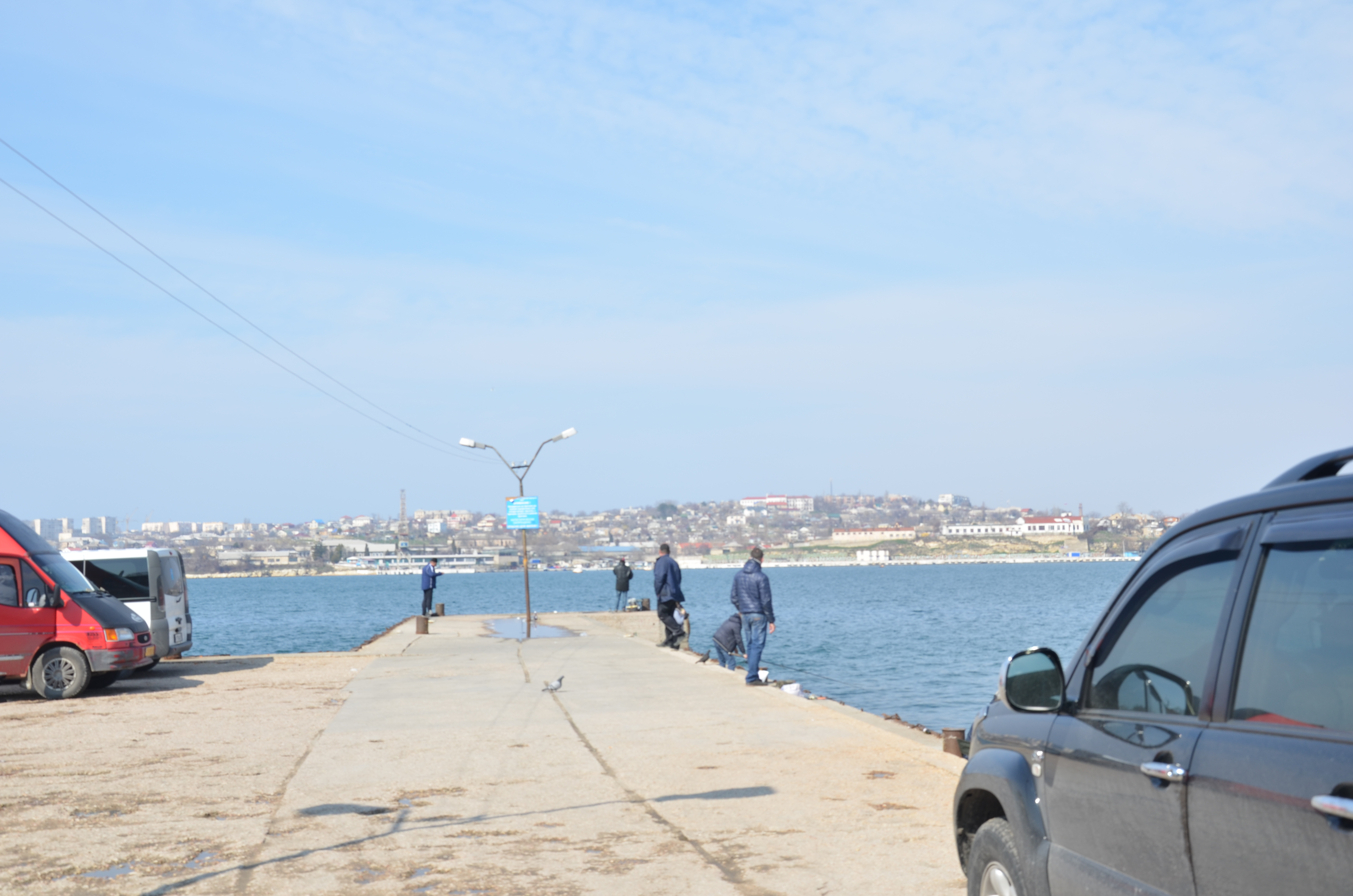
Причал
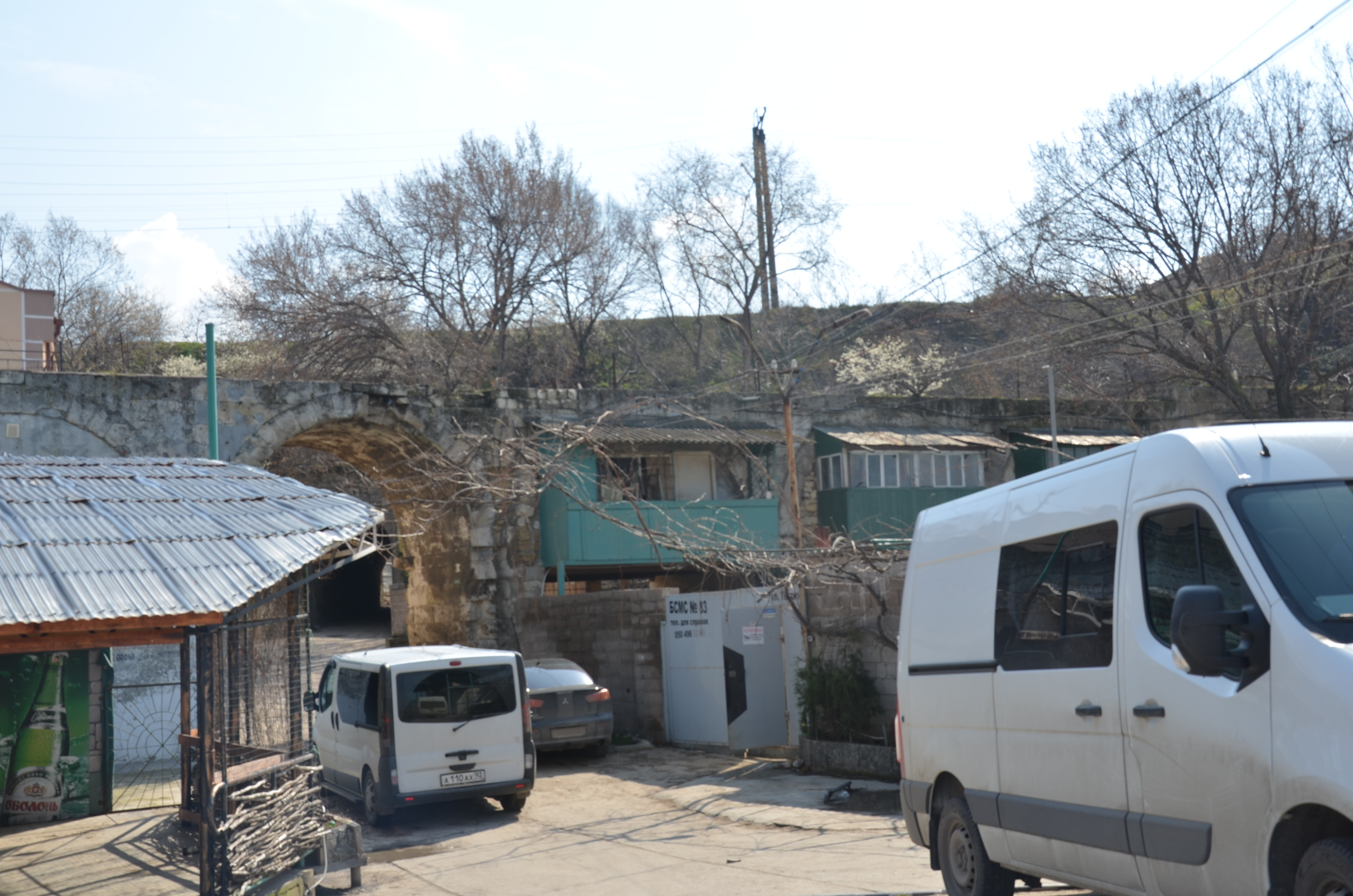
Місцеві жителі використовують старий акведук під господарські потреби